# Wapen van Dijk en Waard
Het wapen van Dijk en Waard is het heraldische wapen dat op 18 september 2021 per Koninklijk Besluit aan de nieuw te vormen Noord-Hollandse gemeente Dijk en Waard werd toegekend. De gemeente werd op 1 januari 2022 officieel gevormd uit een fusie van de gemeenten Heerhugowaard en Langedijk.

## Blazoenering
De officiële blazoenering van het wapen luidt als volgt:
Gedeeld door een omgekeerde gaffelsnede; I in goud een leeuw van sabel; II in azuur een reiger van natuurlijke kleur, gebekt en gepoot van goud; III gekeperd van keel en goud van twaalf stukken. Het schild gedekt met een gouden kroon van drie bladeren en twee parels.
Het wapen bestaat uit delen van de oude wapens: de leeuw komt uit het vrijkwartier van het wapen van Langedijk. De kepers vormden het veld van het schild van dat wapen. De reiger komt uit het wapen van Heerhugowaard. De kroon van drie bladeren met twee parels is een zogenaamde gravenkroon.

## Geschiedenis
Voor de fusie van de gemeenten Heerhugowaard en Langedijk werd er een wedstrijd georganiseerd bij de respectievelijke inwoners om een nieuw gemeentewapen te ontwerpen. Ook werd er een werkgroep bestaande uit leden van de historische verenigingen samengesteld, die aangaf dat de leeuw en de reiger elementen waren die terug moesten komen in het nieuwe wapen. De leeuw is een wapendier dat teruggaat op meerdere voorgangers van de gemeente Langedijk. De kepers gaan terug op de heren van Egmont. De Hoge Raad van Adel heeft drie ontwerpen gemaakt, waarbij uiteindelijk door de werkgroep is gekozen voor het hiernaast getoonde ontwerp. Het wapen bevat elementen uit de oude gemeentewapens: de leeuw en kepers uit het wapen van Langedijk en de reiger van Heerhugowaard. Het wapen en de ambtsketen werden op 12 april 2022 officieel aan de gemeente toegekend. Burgemeester Rehwinkel nam ook het wapendiploma in ontvangst.
Een eigen ontwerp van de werkgroep werd door de Hoge Raad van Adel afgewezen. De werkgroep heeft een gevierendeeld wapen ontworpen met in het eerste kwartier de reiger, in het vierde de leeuw en in het tweede en derde kwartier schuinbalken, respectievelijk linkerschuinbalken. In dit ontwerp zouden de Egmondse kepers verdeeld worden over beide kwartieren. Omdat kepers en schuinbalken verschillende wapenfiguren zijn en de Egmondse kepers verloren zouden gaan, werd dit voorstel afgewezen.

## Vergelijkbare wapens
De volgende wapens zijn op historische gronden vergelijkbaar met het wapen van Dijk en Waard:

Wapen van Heerhugowaard
Wapen van Langedijk

Aalsmeer · Alkmaar · Amstelveen · Amsterdam · Bergen · Beverwijk · Blaricum · Bloemendaal · Castricum · Den Helder · Diemen · Dijk en Waard · Drechterland · Edam-Volendam · Enkhuizen · Gooise Meren · Haarlem · Haarlemmermeer · Heemskerk · Heemstede  · Heiloo · Hilversum · Hollands Kroon · Hoorn · Huizen · Koggenland · Landsmeer · Laren · Medemblik · Oostzaan · Opmeer · Ouder-Amstel · Purmerend · Schagen · Stede Broec · Texel · Uitgeest · Uithoorn · Velsen · Waterland · Wijdemeren · Wormerland · Zaanstad · Zandvoort